# Méthode de Darwin-Fowler
En mécanique statistique, la méthode de Darwin-Fowler est utilisée pour obtenir les fonctions de distribution avec une probabilité moyenne. Il a été développé par Charles Galton Darwin et Ralph H. Fowler en 1922-1923,.
Les fonctions de distribution sont utilisées en physique statistique pour estimer le nombre moyen de particules occupant un niveau d'énergie (également appelés nombres d'occupation). Ces distributions sont principalement obtenues pour un système considéré dans un état de probabilité maximale dont les nombres d'occupation moyens sont connus. Ces occupations moyennes peuvent être obtenues par la méthode de Darwin-Fowler. Pour des systèmes à la limite thermodynamique (grand nombre de particules), comme en mécanique statistique, les résultats sont identiques à ceux obtenus par une méthode de maximisation.

## Méthode de Darwin-Fowler
Dans la plupart des ouvrages de mécanique statistique, les fonctions de distribution statistique {\displaystyle f} dans les statistiques de Maxwell-Boltzmann, les statistiques de Bose-Einstein, les statistiques de Fermi-Dirac, sont obtenues en déterminant celles pour lesquelles le système est dans un état de probabilité maximale. Mais il est parfois préférable d'obtenir celles qui ont simplement une probabilité moyenne de se réaliser, bien que les résultats soient généralement identiques pour des systèmes qui disposent d'un grand nombre d'éléments, comme c'est le cas en mécanique statistique. La méthode pour obtenir les fonctions de distribution avec probabilité moyenne a été développée par CG Darwin et Fowler et est donc connue sous le nom de méthode de Darwin-Fowler. C'est la procédure générale la plus fiable pour obtenir des fonctions de distribution statistiques. Étant donné que la méthode utilise une variable de sélection (un facteur introduit pour chaque élément permettant une procédure de dénombrement), la méthode est également connue sous le nom de méthode de Darwin-Fowler des variables de sélection. On rappellera qu'une fonction de distribution de probabilité n'est pas la même chose que la probabilité elle-même- cf. Distribution de Maxwell–Boltzmann, Distribution de Bose–Einstein, Distribution de Fermi–Dirac. On notera également que la fonction de distribution {\displaystyle f_{i}} qui est une mesure de la fraction d'états qui sont effectivement occupés, est donnée par {\displaystyle f_{i}=n_{i}/g_{i}} ou {\displaystyle n_{i}=f_{i}g_{i}}, où {\displaystyle g_{i}} est la dégénérescence du niveau d'énergie {\displaystyle i} d'énergie {\displaystyle \varepsilon _{i}} et {\displaystyle n_{i}} est le nombre d'états occupant ce niveau (par exemple dans les statistiques de Fermi-Dirac 0 ou 1). L'énergie totale est {\displaystyle E} et le nombre total d'éléments {\displaystyle N} sont donnés par {\displaystyle E=\sum _{i}n_{i}\varepsilon _{i}} et {\displaystyle N=\sum n_{i}} .
La méthode de Darwin–Fowler est présentée dans les textes de E. Schrödinger, Fowler et Fowler et EA Guggenheim, de K. Huang, et de HJW Müller–Kirsten. La méthode est également discutée et utilisée pour la dérivation de la condensation de Bose-Einstein dans le livre de RB Dingle.

## Statistiques classiques
Pour {\displaystyle N=\sum _{i}n_{i}} éléments indépendants avec {\displaystyle n_{i}} au niveau de l'énergie {\displaystyle \varepsilon _{i}} et {\displaystyle E=\sum _{i}n_{i}\varepsilon _{i}} pour un système canonique dans un bain de chaleur avec température {\displaystyle T} nous fixons
{\displaystyle Z=\sum _{\text{arrangements}}e^{-E/kT}=\sum _{\text{arrangements}}\prod _{i}z_{i}^{n_{i}},\;\;\;z_{i}=e^{-\varepsilon _{i}/kT}.}
La moyenne sur toutes les combinaisons est le nombre moyen d'occupations
{\displaystyle (n_{i})_{\text{av}}={\frac {\sum _{j}n_{j}Z}{Z}}=z_{j}{\frac {\partial }{\partial z_{j}}}\ln Z.}
Insérons une variable de sélection {\displaystyle \omega } en réglant
{\displaystyle Z_{\omega }=\sum \prod _{i}(\omega z_{i})^{n_{i}}.}
Dans les statistiques classiques, les {\displaystyle N} éléments sont (a) distinguables et peuvent être arrangés par paquets de {\displaystyle n_{i}} éléments au niveau {\displaystyle \varepsilon _{i}} dont le numéro est
{\displaystyle {\frac {N!}{\prod _{i}n_{i}!}},}
de sorte que dans ce cas
{\displaystyle Z_{\omega }=N!\sum _{n_{i}}\prod _{i}{\frac {(\omega z_{i})^{n_{i}}}{n_{i}!}}.}
En tenant compte de (b) la dégénérescence {\displaystyle g_{i}} de niveau {\displaystyle \varepsilon _{i}}, cette expression devient
{\displaystyle Z_{\omega }=N!\prod _{i=1}^{\infty }\left(\sum _{n_{i}=0,1,2,\ldots }{\frac {(\omega z_{i})^{n_{i}}}{n_{i}!}}\right)^{g_{i}}=N!e^{\omega \sum _{i}g_{i}z_{i}}.}
La variable de sélection {\displaystyle \omega } permet de choisir le coefficient de {\displaystyle \omega ^{N}} lequel est {\displaystyle Z} . Ainsi
{\displaystyle Z=\left(\sum _{i}g_{i}z_{i}\right)^{N},}
et donc
{\displaystyle (n_{j})_{\text{av}}=z_{j}{\frac {\partial }{\partial z_{j}}}\ln Z=N{\frac {g_{j}e^{-\varepsilon _{j}/kT}}{\sum _{i}g_{i}e^{-\varepsilon _{i}/kT}}}.}
Ce résultat concorde avec la valeur la plus probable obtenue par maximisation et ne comporte aucune approximation et s'avère donc exact. Il démontre ainsi la puissance de cette méthode de Darwin-Fowler.

## Statistiques quantiques
Nous avons comme ci-dessus
{\displaystyle Z_{\omega }=\sum \prod (\omega z_{i})^{n_{i}},\;\;z_{i}=e^{-\varepsilon _{i}/kT},}
où {\displaystyle n_{i}} est le nombre d'éléments dans le niveau d'énergie {\displaystyle \varepsilon _{i}} . Étant donné que dans les statistiques quantiques, les éléments sont indiscernables, aucun calcul préliminaire du nombre de façons de diviser les éléments en paquets {\displaystyle n_{1},n_{2},n_{3},...} est requis. Donc la somme {\displaystyle \sum } se réfère uniquement à la somme des valeurs possibles de {\displaystyle n_{i}} .
Dans le cas des statistiques de Fermi-Dirac, nous avons
{\displaystyle n_{i}=0} ou {\displaystyle n_{i}=1}
par état. Il y a {\displaystyle g_{i}} états pour le niveau d'énergie {\displaystyle \varepsilon _{i}} . Par conséquent nous avons
{\displaystyle Z_{\omega }=(1+\omega z_{1})^{g_{1}}(1+\omega z_{2})^{g_{2}}\cdots =\prod (1+\omega z_{i})^{g_{i}}.}
Dans le cas des statistiques de Bose-Einstein, nous avons
{\displaystyle n_{i}=0,1,2,3,\ldots \infty .}
Par la même procédure que précédemment on obtient 
{\displaystyle Z_{\omega }=(1+\omega z_{1}+(\omega z_{1})^{2}+(\omega z_{1})^{3}+\cdots )^{g_{1}}(1+\omega z_{2}+(\omega z_{2})^{2}+\cdots )^{g_{2}}\cdots .}
Mais
{\displaystyle 1+\omega z_{1}+(\omega z_{1})^{2}+\cdots ={\frac {1}{(1-\omega z_{1})}}.}
Donc
{\displaystyle Z_{\omega }=\prod _{i}(1-\omega z_{i})^{-g_{i}}.}
Résumant les deux cas et rappelant la définition de {\displaystyle Z}, on a que {\displaystyle Z} est le coefficient de {\displaystyle \omega ^{N}} dans
{\displaystyle Z_{\omega }=\prod _{i}(1\pm \omega z_{i})^{\pm g_{i}},}
où les signes + s'appliquent aux statistiques de Fermi-Dirac et les signes - aux statistiques de Bose-Einstein.
Ensuite, nous devons évaluer le coefficient de {\displaystyle \omega ^{N}} dans {\displaystyle Z_{\omega }.} Dans le cas d'une fonction {\displaystyle \phi (\omega )} qui peut être étendu comme
{\displaystyle \phi (\omega )=a_{0}+a_{1}\omega +a_{2}\omega ^{2}+\cdots ,}
le coefficient de {\displaystyle \omega ^{N}} est obtenu à l'aide du théorème des résidus de Cauchy ,
{\displaystyle a_{N}={\frac {1}{2\pi i}}\oint {\frac {\phi (\omega )d\omega }{\omega ^{N+1}}}.}
On note que le coefficient {\displaystyle Z} dans ce qui précède peut être obtenu comme
{\displaystyle Z={\frac {1}{2\pi i}}\oint {\frac {Z_{\omega }}{\omega ^{N+1}}}d\omega \equiv {\frac {1}{2\pi i}}\int e^{f(\omega )}d\omega ,}
où
{\displaystyle f(\omega )=\pm \sum _{i}g_{i}\ln(1\pm \omega z_{i})-(N+1)\ln \omega .}
En différenciant on obtient
{\displaystyle f'(\omega )={\frac {1}{\omega }}\left[\sum _{i}{\frac {g_{i}}{(\omega z_{i})^{-1}\pm 1}}-(N+1)\right],}
et
{\displaystyle f''(\omega )={\frac {N+1}{\omega ^{2}}}\mp {\frac {1}{\omega ^{2}}}\sum _{i}{\frac {g_{i}}{[(\omega z_{i})^{-1}\pm 1]^{2}}}.}
On évalue maintenant les dérivées première et seconde de {\displaystyle f(\omega )} au point fixe {\displaystyle \omega _{0}} auquel {\displaystyle f'(\omega _{0})=0.} . Cette méthode d'évaluation de {\displaystyle Z} autour du point de selle {\displaystyle \omega _{0}} est connue comme la méthode de descente la plus raide. On obtient alors
{\displaystyle Z={\frac {e^{f(\omega _{0})}}{\sqrt {2\pi f''(\omega _{0})}}}.}
Nous avons {\displaystyle f'(\omega _{0})=0} et donc
{\displaystyle (N+1)=\sum _{i}{\frac {g_{i}}{(\omega _{0}z_{i})^{-1}\pm 1}}}
(le +1 étant négligeable puisque {\displaystyle N} est large). Nous verrons dans un instant que cette dernière relation est simplement la formule
{\displaystyle N=\sum _{i}n_{i}.}
On obtient le nombre moyen d'occupation {\displaystyle (n_{i})_{av}} en calculant
{\displaystyle (n_{j})_{av}=z_{j}{\frac {d}{dz_{j}}}\ln Z={\frac {g_{j}}{(\omega _{0}z_{j})^{-1}\pm 1}}={\frac {g_{j}}{e^{(\varepsilon _{j}-\mu )/kT}\pm 1}},\quad e^{\mu /kT}=\omega _{0}.}
Cette expression donne le nombre moyen de {\displaystyle N} éléments dans le volume {\displaystyle V} qui occupent à température {\displaystyle T} le niveau à une particule {\displaystyle \varepsilon _{j}} avec dégénérescence {\displaystyle g_{j}} (voir par exemple probabilité a priori ). Pour que la relation soit fiable, il faut vérifier que les contributions d'ordre supérieur diminuent initialement en amplitude de sorte que l'expansion autour du point de selle donne effectivement une expansion asymptotique.